# Xã Pearl, Quận McCook, Nam Dakota
Xã Pearl (tiếng Anh: Pearl Township) là một xã thuộc quận McCook, tiểu bang Nam Dakota, Hoa Kỳ. Năm 2010, dân số của xã này là 39 người.